# مئفاق

توضيح لمفهوم المئفاق، حيث يستخدم المنظار المتواجد على الجهة اليسرى المرايا بينما المنظار المتواجد على الجهة اليمنى يستخدم المنشور الزجاجي.
a مرايا
b منشور زجاجي
c عين المشاهد

المِئْفَاق أو كاشف الأفق أو منظار الأفق (بالإنجليزية: Periscope)‏ أو نقحرةً: البِرِيسكُوب، هو آلة للمراقبة من مكان مخفي. وفي أبسط أشكالها يتكون من أنبوب مع مرايا في النهايات ومتوازية بزاوية مقدارها 45 درجة.

شرح لمبدأ وطريقة عمل منظار الأفق، حيث يلاحظ في الصورة أعلاه استخدام المنظاران لنهجان مختلفان في طريقة ضبط وعرض الصورة، فالمنظار المتواجد على الجهة اليسرى يستخدم منشور مقوم للصورة، بينما نظيره الأيمن يستخدم منظومة من العداسات المقومة للصورة وإطار آخر لتكوين المشهد.
a عدسة شيئية
b عدسة المجال
c عدسة مقومة للصورة
d عدسة عينية
e عدسة عين المراقب
f منشور قائم الزاوية
g منشور مقوم للصورة

## تركيبه المبسط
تُثبت مرآتين  داخل أنبوبة في وضع متعاكس لكي يسقط الضوء على احداها فتعكسه على الأخرى، وبذلك يمكن رؤية الطرف الآخر الذي يمكن أن يكون فوق جدار عالي مثلاً.ملحوظة: يمكن إدخال المرايا والعدسات لتكوين صور مكبرة ومصغرة حسب الاحتياج.و هو من الأدوات التي تدخل المرايا المستوية في تركيبها.

## استخداماته
في عدة مجالات، منها:1- الغواصة: لرؤية ما فوق سطح الماء دون حاجة إلى الخروج من الماء 2- رؤية ما وراء جدار أو حاجز عالى 3- رؤية ما يحدث في بعض التفاعلات الكيميائية الخطيرة والتي لا يمكن مشاهدتها بصورة مباشرة كالتفاعلات النووية 4- يستخدمه الجنود في الخنادق.

## معرض الصور

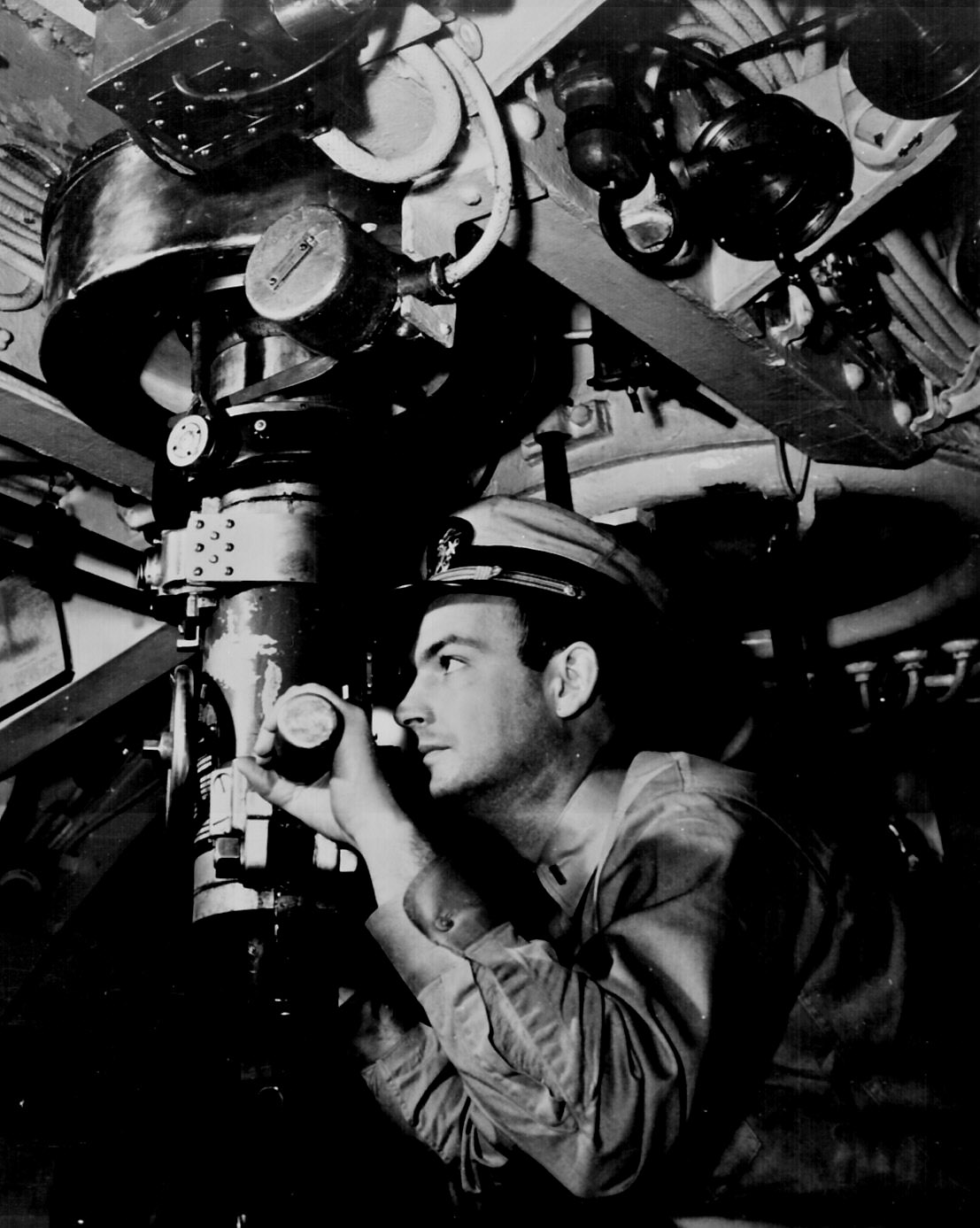
صورة تظهر ضابط بحرية يمسك في يديه مئفاق داخل غرفة للتحكم في إحدى الغواصات التابعة للجيش الأمريكي إبان الحرب العالمية الثانية.
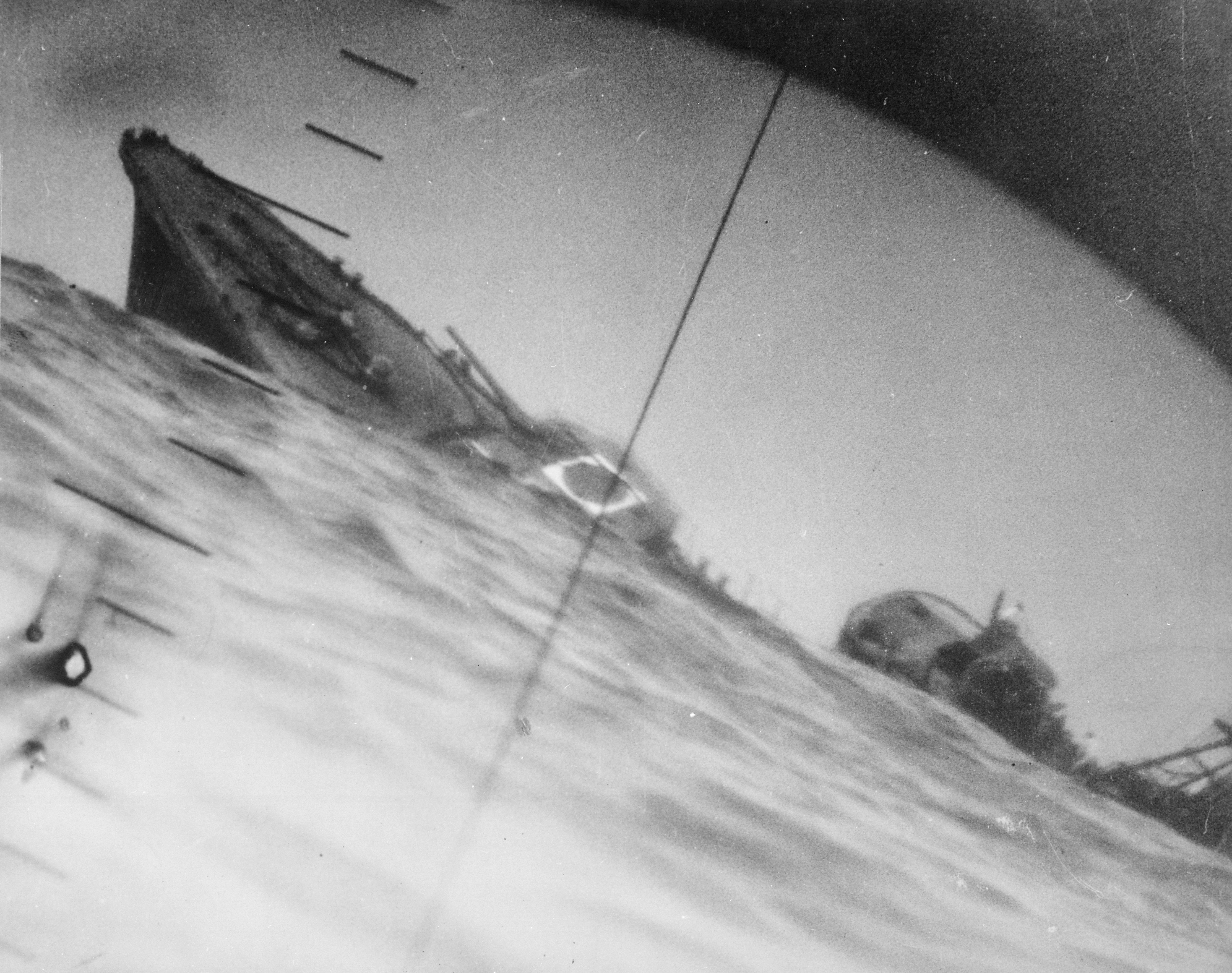
صورة التقطت عبر منظار يعود للغواصة الأمريكية «U.S.S. Nautilus» في 25 يونيو (حزيران) 1942، توثق لحظة غرق المدمرة الحربية «Yamakaze» التابعة لبحرية الإمبراطورية اليابانية بعد أن تعرضت للقصف بالقذائف الطوربيدية.